# Madarcos
Madarcos är en kommun i Spanien. Den ligger i den autonoma regionen Madrid, i den centrala delen av landet, 70 km norr om huvudstaden Madrid. Antalet invånare är 70 (2024).
Terrängen i Madarcos är platt åt sydväst, men åt nordost är den kuperad.